# Mi-Ra Jeon
Mi-Ra Jeon (Coreano: 전미라), es una jugadora de tenis profesional surcoreana, nacida el 6 de febrero de 1978 en Kunsan, Jeolla del Norte, Corea del Sur. Jeon consiguió jugar la final fue en el torneo Junior de Wimbledon donde perdió frente a Martina Hingis por 7-5, 6-4.
Como profesional ha ganado un título en dobles dentro del circuito de la WTA, alcanzando así el n.º 120, su mejor puesto en el ranking mundial de dobles el 18 de octubre de 2004. Dentro de la ITF ha ganado 7 títulos en individuales y 12 en dobles. También ha disputado varias finales de la ITF, una de ellas en el Torneo de Gifu, en la edición celebrada el 2 de mayo de 2004 en Japón, donde perdió frente a Ana Ivanović por 6-4 2-6 7-5. 

## Torneos WTA ganados (1)

### Ganados en dobles (1)
| No. | Fecha                | Torneo              | Superficie | Pareja         | Oponente en la final         | Resultado     |
| 1.  | 3 de octubre de 2004 | Seúl, Corea del Sur | Dura       | Cho Yoon-jeong | Chuang Chia-jun Hsieh Su-wei | 6-3, 1-6, 7-5 |